# Philipp Schmitt (Politiker)
Philipp Schmitt (* 28. Januar 1910 in Lichtenfels; † 30. Mai 1994 in Bamberg) war ein deutscher Politiker (zunächst BVP, später CSU).

## Leben
Schmitt war zunächst als Kaufmann sowie in der katholischen Jugendbewegung tätig. Später wurde er Journalist und war von 1930 bis 1938 Redakteur des Bamberger Volksblatts. Zum 1. Mai 1937 trat er der NSDAP bei. Im Zweiten Weltkrieg war er in Frankreich sowie im Afrikakorps aktiv. Rund fünfeinhalb Jahre lang saß er in Ägypten, Südafrika, Kanada und Schottland in Kriegsgefangenschaft. Nach seiner Entlassung kehrte er zum Bamberger Volksblatt zurück, bei dem er zuletzt stellvertretender Chefredakteur war, bis die Zeitung 1970 vom Fränkischen Tag übernommen wurde.
Nach dem Krieg war Schmitt bei der CSU in vielerlei Funktion aktiv, nachdem er bis zur Auflösung 1933 der BVP angehörte. Von 1950 bis 1972 saß er im Bamberger Stadtrat, in dem er 1955 sowie von 1957 bis 1967 Vorsitzender seiner Fraktion war. Für eine Wahlperiode von 1966 bis 1970 war er auch Mitglied des Bayerischen Landtags als direkt gewählter Abgeordneter für den Stimmkreis Bamberg-Stadt. In seiner politischen Laufbahn gehörten vor allem der Landschaftsschutz und die Raumordnung zu seinen Kernthemen.